# Teşkilât-ı Mahsusa
Die Teşkilât-ı Mahsusa (osmanisch تشکیلات مخصوصه İA Teşkīlāt-ı Maḫṣūṣa, deutsch ‚Spezialorganisation‘) war eine Mischung aus Geheimorganisation und Guerillaorganisation des Komitees für Einheit und Fortschritt (İttihad ve Terakki Cemiyeti) im Osmanischen Reich. Sie wurde von Enver Pascha ins Leben gerufen und unterstand Süleyman Askerî Bey. Vorsitzender war Hüsamettin Bey. Gemäß der pantürkischen und panislamischen Ideologie der İttihad ve Terakki führte die Organisation im In- und Ausland gegen Feinde des Osmanischen Reiches Tätigkeiten wie Spionage, Propaganda und Attentate durch. Nach den Aussagen verschiedener Zeugen wurde die Organisation ab 1911 aktiv und wurde am 5. August 1914 offiziell dem Kriegsministerium unterstellt. Nachdem die Regierung am 8. Oktober 1918 zurücktrat, wurde die Organisation aufgelöst.
Es ist überliefert, dass die Teşkilât-ı Mahsusa gegen ausländische Mächte, die im Kriege mit dem Osmanischen Reich standen, Widerstandsgruppen aufstellten. So auch gegen die Italiener in Tripolis, gegen die Bulgaren und Griechen in Ost- und Westthrakien und gegen die Engländer in Ägypten und Irak.
Fast alle Führer der türkischen Nationalbewegung (Kuvayı Milliye und Müdafaa-yı Hukuk), die in Anatolien nach dem Ersten Weltkrieg gegründet wurden, waren Mitglieder der Teşkilât-ı Mahsusa. Trotzdem wurde die Verbindung zwischen der Teşkilât-ı Mahsusa und dem nationalen Widerstand nicht ausreichend untersucht. 

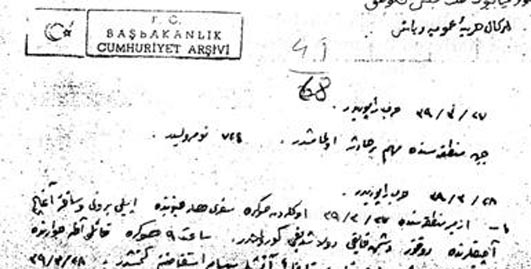
Fevzi Çakmaks Bericht über Kuşçubaşı Eşref

## Grund und Organisation
Hüsamettin (Ertürk), der eine Zeitlang Vorsitzender der Organisation war, schildert den Grund für die Gründung der Teşkilât-ı Mahsusa wie folgt:

„Das Ziel dieser Organisation war auf der einen Seite, alle Muslime unter einer Flagge zu versammeln und so den Panislamismus einzuleiten. Auf der anderen Seite die türkische Rasse in eine politische Einheit zu bringen, um aus dieser Sicht Pantürkismus zu verwirklichen. Es ist wahr, dass Enver Pascha einerseits von Emiri Efendis Programm des İttihad ve Terakki Inspiration über den Panislamismus und anderseits von Ziya Gökalp Inspiration über den Pantürkismus erhielt.“

Nach Philip Stoddard:

„Die Organisation hatte zwei Geldquellen: Einmal ein geheimes Budget des Kriegsministeriums und weiters der Goldhandel in Deutschland. Das deutsche Gold wurde regelmäßig von der deutschen Militärmission nach Istanbul gebracht. Laut allen Quellen erhielt die Organisation insgesamt um die 4 Millionen in Gold-Pfund, was 1918 18 Millionen Dollar entsprach.“

Nach Stoddard erreichte die Organisation im Ersten Weltkrieg (1916) eine Größe von 30.000 Mitgliedern.

## Aktivitäten
Der Name der Organisation tauchte zum ersten Mal 1911 im Italienisch-Türkischen Krieg auf, als Italien Soldaten nach Tripolis und Bengasi in Libyen entsandte. In Libyen befanden sich mehrere Männer der Organisation, die alle später in der Türkei wichtige politische Ämter bekleiden sollten, wie Mustafa Kemal, Rauf (Orbay), Fethi (Okyar) und Nuri (Conker). Trotzdem brach der Widerstand bald zusammen. Der Osmanische Staat verlor alle Rechte über Libyen und musste als Kriegsentschädigung Italien den Dodekanes abtreten.
Vor dem Beginn des Ersten Weltkriegs wurde die Organisation laut Aussage des osmanischen Ministers Çürüksulu Mahmud Pascha dazu eingesetzt, einen Krieg mit Russland zu provozieren. Die Organisation organisierte zu diesem Zweck Massaker und Angriffe innerhalb Russlands.
Es ist allgemein anerkannt, dass die Organisation eine zentrale Rolle bei der Durchführung des Völkermordes an den Armeniern spielte.
Als im Ersten Weltkrieg die Briten Basra eroberten, organisierte einer der Führer der Organisation namens Süleyman Askeri Bey mit Banden aus kurdischen und arabischen Stämmen Hit and Run-Aktionen gegen die Engländer. So wurde die Raffinerie in Abadan in Brand gesteckt. Als Reaktion fügten die Engländer der türkischen Armee bei Schuaybe zwischen dem 12. und 14. April 1915 eine schwere Niederlage zu. Süleyman Askeri beging danach Selbstmord.
Am 29. April 1916 besiegte Halil Kut Pascha mit seiner 6. Osmanischen Armee die Engländer bei Kut und nahm viele Geiseln. Währenddessen gingen einige Mitglieder der Organisation wie Nuri Paşa und Rauf Bey ins neutrale Iran und Afghanistan, um so die Engländer mit lokalen Gruppen im Rücken anzugreifen. Nach Marschall Otto Liman von Sanders war dieses Abenteuer einer der Gründe, warum die Türken im Irak verloren.
Einigen Berichten zufolge hat die Regierung unter Ahmed İzzet Pascha, die der Regierung Talât Paschas nachfolgte, befohlen, alle Dokumente der Organisationen zu vernichten.